# 王伾
王 伾（おう ひ、生年不詳 - 806年）は、唐代の官僚。二王八司馬のひとり。本貫は杭州。

## 経歴
はじめ翰林侍書待詔となった。正議大夫・殿中丞・皇太子侍書を歴任した。貞元21年（805年）、順宗が即位すると、王伾は翰林待詔のまま、左散騎常侍となり、翰林学士をつとめた。
王伾は韋執誼・韓泰・陳諌・柳宗元・劉禹錫・韓曄・凌準・程异らとともに王叔文の主導する改革（永貞革新）に協力した。杜佑を通じて王叔文を宰相とし、北軍を総べさせようと運動したが、許されなかった。そこで王叔文を威遠軍使・同平章事としようとしたが、やはり許可されなかった。永貞元年（同年）、憲宗が即位し、王叔文が失脚すると、王伾は開州司馬に左遷された。元和元年（806年）、配所で死去した。

## 伝記資料
- 『旧唐書』巻135 列伝第85
- 『新唐書』巻168 列伝第93